# Fussballclub Emmenbrücke
Il Fussballclub Emmenbrücke è una società calcistica svizzera, con sede a Emmen in località Emmenbrücke, nel Canton Lucerna. È nata nel 1921 e vanta 5 partecipazioni consecutive alla Serie B, tra la stagione 1988-1989 e la 1992-1993, durante le quali ha sempre lottato nei play-off relegazione.
Attualmente milita nella Seconda Lega, campionato di sesto livello del calcio svizzero.

## Palmarès

### Competizioni nazionali
- Seconda Lega interregionale: 1

2007-2008 (gruppo 3)